# 23779 Cambier
23779 Cambier è un asteroide della fascia principale. Scoperto nel 1998, presenta un'orbita caratterizzata da un semiasse maggiore pari a 2,5996331 UA e da un'eccentricità di 0,1854545, inclinata di 3,79362° rispetto all'eclittica.